# 848

## Esdeveniments
- Guillem de Tolosa, fill de Bernat de Septimània nomenat comte de Barcelona per Pipí II, s'apoderà d'aquest comtat i del d'Empúries on feu executar Sunifred I i Sunyer I d'Empúries-Rosselló, lleials a Carles el Calb. I aquest fet significà la fi provisional dels bel·lònides. Aquest fet inicia el període dels marquesos francs.
- L'emir de Còrdova d'Abd al-Rahman II, sotmet els illencs de les Balears per haver deixat de pagar els tributs a què estaven obligats, tal vegada derivats del primer tractat o d'un altre posterior signat amb els emirs independents de Còrdova. L'any següent els balears li enviaren una ambaixada que obté el perdó i la restitució de l'antic status a canvi d'una multa.

## Necrològiques
- Sunifred I, Comte d'Urgell, Cerdanya, Barcelona, Girona, Osona i Besalú.